# Apocalypse de Sophonie

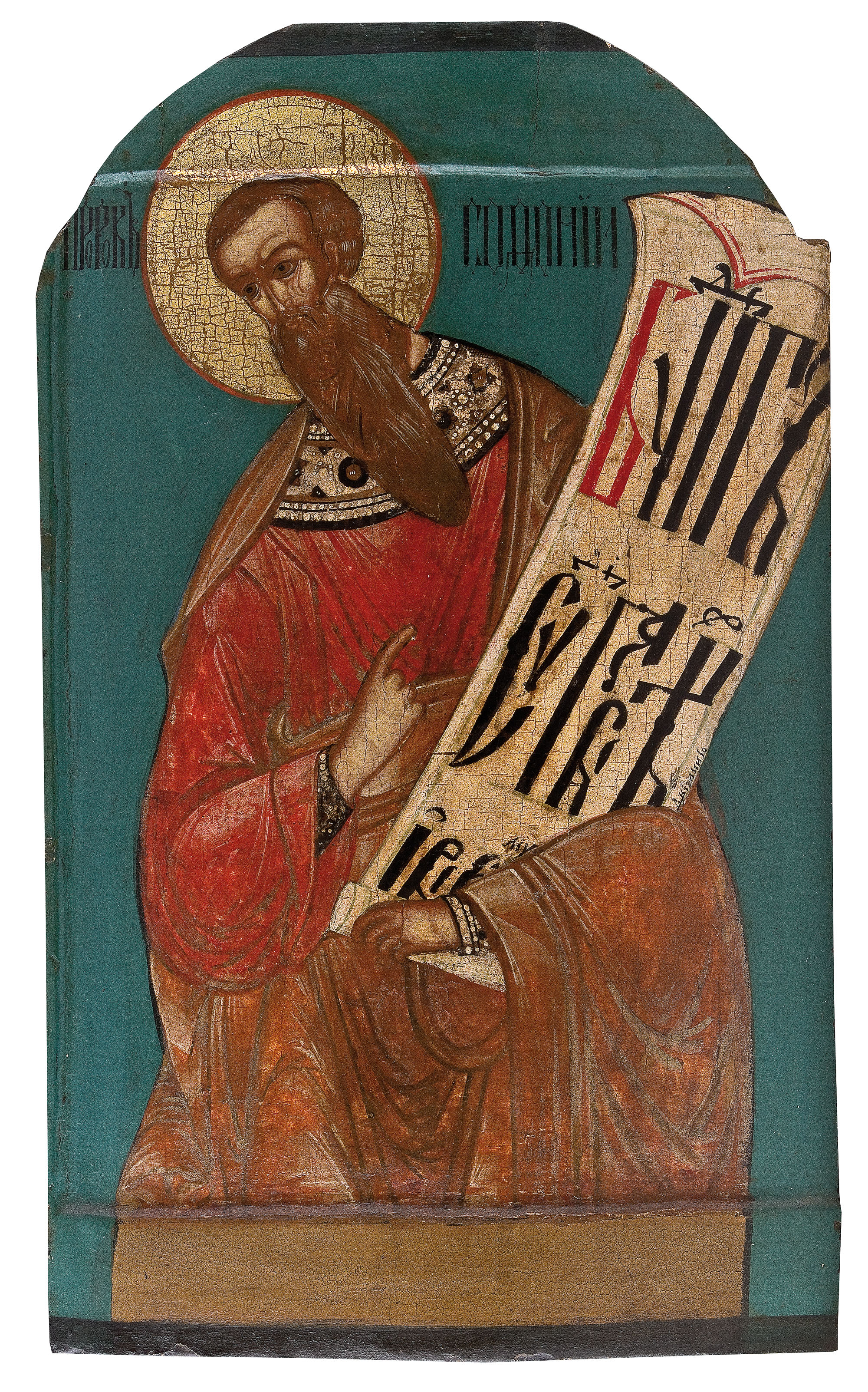
Six panneaux d'un grand registre d'iconostase. Tempera sur panneau de bois avec kovcheg. Les personnages de l'Ancien Testament représentaient une demi-longueur, se tournant vers le centre où une image de la Mère de Dieu aurait été affichée. Ils tiennent un rouleau déroulé sur lequel sont inscrites les paroles prophétiques. Leurs visages et leurs longues barbes sont délicatement rendus. Les visages exécutés dans des couleurs froides. Les vêtements ornés d'ourlets ornés de bijoux. Avec un halo d'or défini une jante rouge. Le fond dominé par des tons de vert, plus tard. Russie du Nord, XVIIe siècle. 62 x 39 cm. Nordrussland, 17. Jh.

L'apocalypse de Sophonie est un texte pseudépigraphique, qui décrit les voyages et les visions de Sophonie.

## Texte
En 1881, deux manuscrits fragmentaires, provenant probablement du Monastère Blanc fondé par un abbé copte appelé Chenouté et situé près de la ville égyptienne de Sohag en Haute-Égypte, ont été achetés par la Bibliothèque nationale de Paris et d'abord publiés par Urbain Bouriant en 1885.
Ces manuscrits sont des traductions coptes, à partir du IVe et Ve siècles, respectivement, d'un original grec datant vers l'an 100. Ces textes, avec d'autres ajouts, ont été publiés en allemand par Georg Steindorff en 1899.
L'édition standard moderne est de O.S. Wintermute. Le contenu indique que l'auteur était juif et non chrétien.